# Paralacydes
Paralacydes é um gênero de mariposas.

## Espécies
- Paralacydes anna (Moore, 1865)
- Paralacydes boisduvali (Eversmann, 1847)
- Paralacydes cachara Moore, 1872
- Paralacydes grotei (Moore, 1858)
- Paralacydes japonica Moore, 1872
- Paralacydes jonasi Butler, 1877
- Paralacydes kitchingi (Brechlin, 2001)
- Paralacydes lindia Moore, 1865
- Paralacydes simla (Westwood, 1847)
- Paralacydes thibeta (Westwood, 1853)